# Katrin Meissner

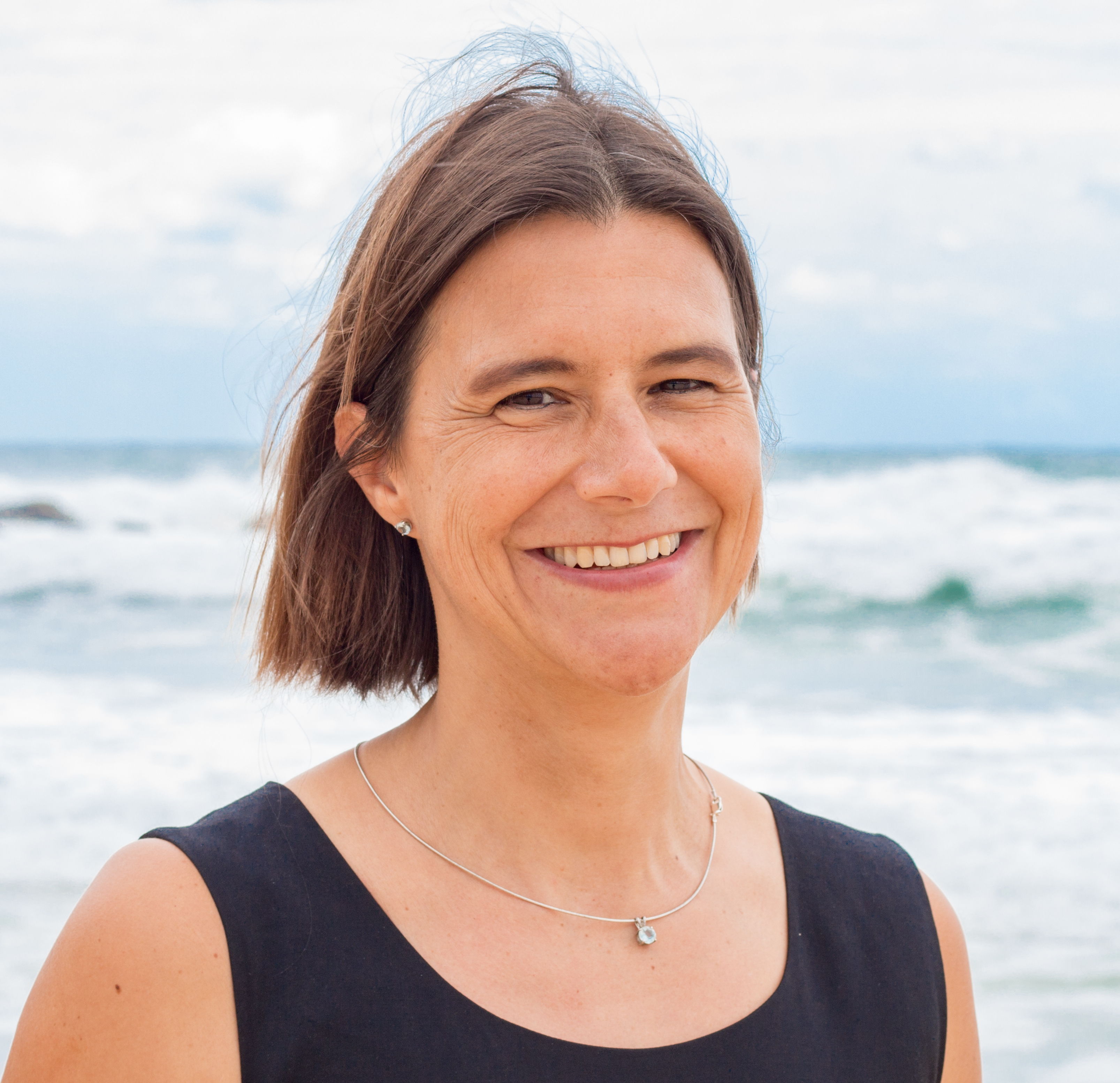
Katrin Meissner (März 2017)

Katrin Juliane Meissner (geb. 1971 in Berlin) ist eine deutsch-australische Klimawissenschaftlerin. Sie leitet seit 2017 das Climate Change Research Center der University of New South Wales, wo sie seit 2018 eine Professur hat.

## Leben
Meissner legte im Jahr 1989 am Französischen Gymnasium Berlin das deutsche Abitur und das Baccalauréat Français ab. Sie legte 1995 an der Ecole Centrale de Lille einen Ingenieursabschluss ab. Im Jahr 1996 legte sie an der Universität Pierre und Marie Curie ein Diplôme d’Etudes Approfondies zu den Wechselwirkungen zwischen Ozeanen und der Atmosphäre ab. Sie promovierte 1999 an der Universität Bremen in Physik. Von 2000 bis 2009 arbeitete sie als Postdoctoral Fellow und Assistant Professor an der University of Victoria in Kanada. 2009 wechselte sie als Senior Lecturer an die  University of New South Wales. Dort leitet sie seit 2017 als Direktorin das Climate Change Research Center und ist seit 2018 Professorin.
Meissner wohnt seit 2009 mit ihrer Familie in Sydney. Sie hat zwei Kinder.

## Wirken
Meissners Forschungsinteresse umfasst abrupte Ereignisse des Klimawandels sowie Schwellenwerte und Rückkopplungen im Klimasystem. Sie stützt sich zur Verbesserung des Verständnisses der grundlegenden Mechanismen, die der Klimavariabilität und dem Klimawandel zugrunde liegen, auf Klimamodelle des Erdsystems in Verbindung mit Paläoklimaaufzeichnungen.

## Auszeichnungen
Meissner wurde mehrfach ausgezeichnet, darunter 2000 mit dem Annette-Barthelt-Preis für Meeresforschung für ihre Doktorarbeit.

## Veröffentlichungen (Auswahl)
- M. Eby, K. Zickfeld, A. Montenegro, D. Archer, K. J. Meissner, A. J. Weaver: Lifetime of anthropogenic climate change: millennial time scales of potential CO2 and surface temperature perturbations. In: Journal of Climate. Band 22, Nr. 10, 2009, S. 2501–2511. doi:10.1175/2008JCLI2554.1
- K. J. Meissner, T. Lippmann, A. S. Gupta: Large-scale stress factors affecting coral reefs: open ocean sea surface temperature and surface seawater aragonite saturation over the next 400 years. In: Coral Reefs. Band 31, Nr. 2, 2012, S. 309–319. doi:10.1007/s00338-011-0866-8
- K. J. Meissner, A. J. Weaver, H. D. Matthews, P. M. Cox: The role of land surface dynamics in glacial inception: a study with the UVic Earth System Model. In: Climate Dynamics. Band 21, Nr. 7-8, 2003, S. 515–537. doi:10.1007/s00382-003-0352-2